# ميتريداتس الثاني ملك كوماجيني
ميتريداتس الثاني ملك كوماجيني هو أحد ملوك مملكة كوماجيني الذين حكموا في نهاية القرن الأول قبل الميلاد. خلف والده الملك الشهير أنطيوخوس الأول ثيوس، وواصل حكم المملكة في ظل نفوذ متزايد من الإمبراطورية الرومانية، مع الحفاظ على الطابع المميز للمملكة من حيث المزج بين الثقافة الهلنستية والشرقية.

## خلفيته
ميتريداتس الثاني هو ابن أنطيوخوس الأول ثيوس، ويُحتمل أن والدته كانت امرأة فارسية نبيلة تُدعى إيسيس. ورث المملكة بعد وفاة والده عام 38 ق.م، وتولى الحكم في فترة سياسية حرجة تزامنت مع توسع النفوذ الروماني في الشرق الأدنى القديم.

## فترة حكمه
تميزت فترة حكم ميتريداتس الثاني بالحفاظ على استقلال المملكة الاسمي، مع اعترافه بسيادة روما كقوة كبرى مهيمنة. وقد حافظ على التقاليد الدينية والسياسية التي أسسها والده، واهتم بصيانة المعابد والمواقع المقدسة، لا سيما مجمع نمرود داغ.
في المقابل، تشير بعض المصادر إلى توترات بينه وبين الرومان لاحقًا، خصوصًا مع صعود أوغسطس قيصر وترسيخ الحكم الإمبراطوري، ما جعل وضع كوماجيني كدولة تابعة يتطلب توازناً دقيقاً.

## سياساته
رغم أن ميتريداتس الثاني لم يكن بنفس شهرة والده، إلا أنه اتبع سياسة محافظة تسعى إلى التهدئة الداخلية والرضا الخارجي. استمر في استخدام الألقاب الملكية الدينية، لكن دون المبالغة في تأليه الذات كما فعل والده.

## خلفه
خلفه ابنه أنطيوخوس الثاني ملك كوماجيني، الذي واجه خلال فترة حكمه صراعات داخلية وخارجية أسفرت عن تدخل روماني مباشر في شؤون المملكة لاحقًا.

## الإرث
يمثل ميتريداتس الثاني الجيل الأخير من الملوك الذين تمكنوا من الحفاظ على الاستقلال النسبي لمملكة كوماجيني قبل أن تضعف سيادتها تدريجيًا أمام التوسع الروماني. ولا تزال بعض النقوش التي تشير إلى عهده موجودة في تركيا حتى اليوم.